# Варвара (община Теарце)
Вижте пояснителната страница за други значения на Варвара.
Варвара (на македонска литературна норма: Варвара; на албански: Varvara) е село в община Теарце, Северна Македония.

## География
Селото е разположено в областта Долни Полог в източните поли на Шар.

## История
В османски данъчни регистри на немюсюлманското население от вилаета Калкандлен от 1626 – 1627 година Варвара е отбелязана като село с 22 джизие ханета (домакинства).
В края на XIX век Варвара е българско село в Тетовска каза на Османската империя. Андрей Стоянов, учителствал в Тетово от 1886 до 1894 година, пише за селото:
| „ | Близо при селото има развалини отъ стара църква, дѣто селенитѣ се събиратъ да празднуватъ и колятъ курбанъ иа 26 юлий — Св. Петка. | “ |

Според статистиката на Васил Кънчов („Македония. Етнография и статистика“) в 1900 година Варвара има 220 жители българи християни.
По данни на секретаря на Българската екзархия Димитър Мишев („La Macédoine et sa Population Chrétienne“) в 1905 година всичките 280 християнски жители на Варвара са българи екзархисти.
При избухването на Балканската война в 1912 година двама души от Варвара са доброволци в Македоно-одринското опълчение.
Според Афанасий Селишчев в 1929 година Варвара е село в Лешочка община и има 35 къщи с 272 жители българи.
Според преброяването от 2002 година Варвара е без жители.

## Личности
Родени във Варвара
- Йеротей Лешочки (1863/1864 – 1910), игумен на Лешочкия манастир
- Силвестър Лешочки (1812 – 1882), игумен на Лешочкия манастир